# Gordon Harker
Gordon Harker (7 de agosto de 1885 – 2 de marzo de 1967) fue un actor cinematográfico británico.

## Resumen biográfico
Nacido en Londres, Inglaterra, actuó en 68 filmes entre 1921 y 1959. Entre ellos se incluyen tres dirigidos por Alfred Hitchcock y un cameo en Elstree Calling (1930), un musical codirigido por Hitchcock. 
También fue notoria su interpretación del Inspector Hornleigh en una trilogía de películas producidas entre 1938 y 1940.
Estuvo casado con Christine Barrie. Falleció en Londres en 1967.

## Filmografía seleccionada
- The Ring (1927)
- The Farmer's Wife (1928)
- Champagne (1928)
- Elstree Calling (1930)
- The Man They Couldn't Arrest (1931)
- The Calendar (1931)
- The Frightened Lady (1932)
- The Lucky Number (1932)
- Britannia of Billingsgate (1933)
- Friday the Thirteenth (1933)
- Dirty Work (1934)
- My Old Dutch (1934)
- Boys Will Be Boys (1935)
- Wolf's Clothing (1936)
- Inspector Hornleigh (1938)
- Inspector Hornleigh on Holiday (1939)
- Inspector Hornleigh Goes To It (1940)
- 29 Acacia Avenue (1945)
- Things Happen at Night (1947)
- Left Right and Centre (1959)